# Nitai Hershkovits

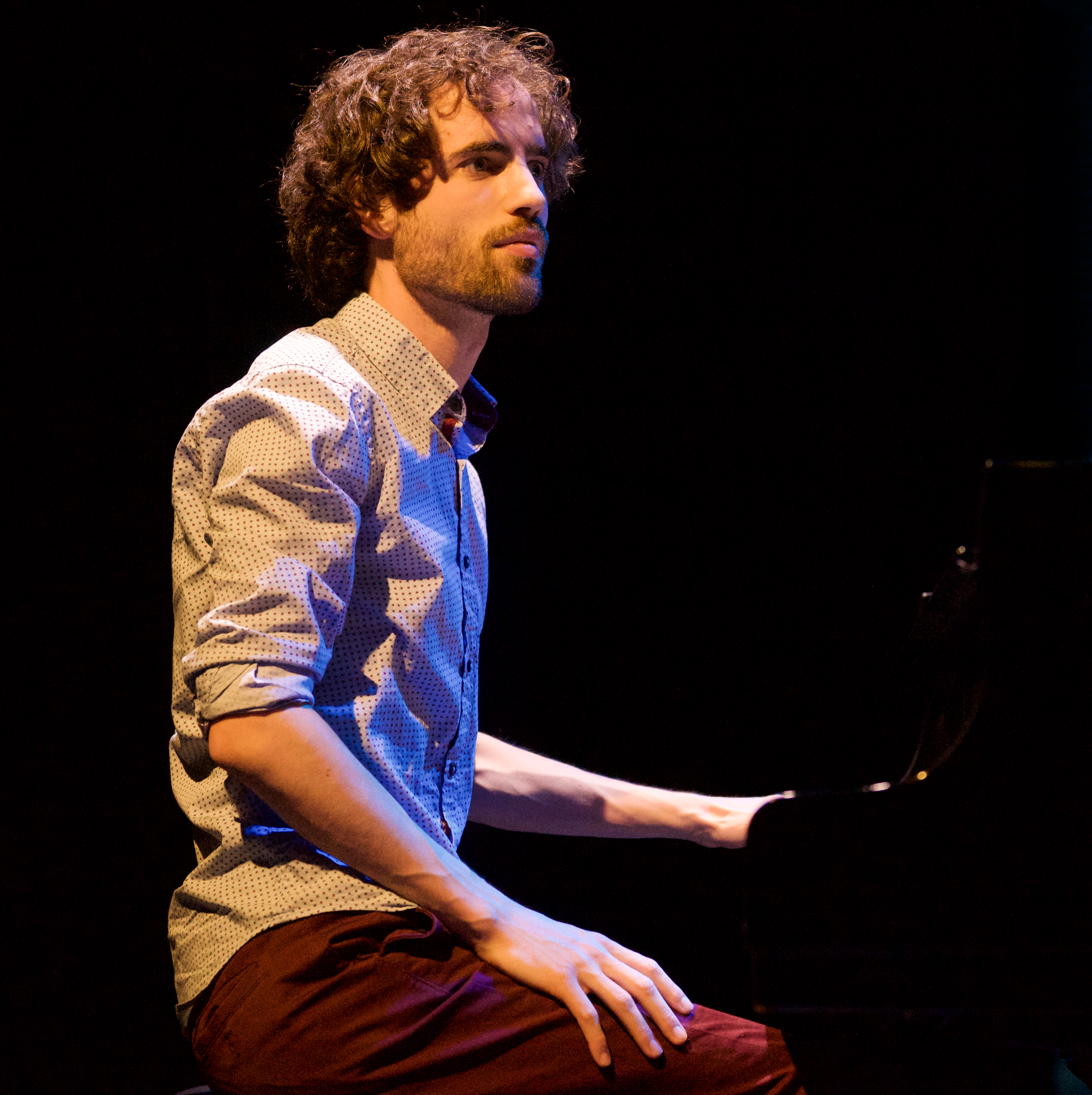
Nitai Hershkovits (2018)

Nitai Hershkovits (hebräisch ניתאי הרשקוביץ; geboren 21. Februar 1988 in Israel) ist ein israelischer Jazz-Pianist und Komponist. Bekannt wurde er durch seine Zusammenarbeit mit dem israelischen Jazz-Bassisten Avishai Cohen.

## Leben und Musik
Der Sohn einer Marokkanerin und eines Polen begann im Alter von 12 Jahren Klarinettenunterricht zu nehmen und wechselte drei Jahre später zum Klavier. Ersten Kontakt mit dem Jazz hatte er durch die Musik Wynton Kellys und Sonny Clarks. Mit 17 Jahren zog er nach Tel Aviv, wo er zusätzlich zur regulären Schulausbildung Jazz-Klavierunterricht bei Amit Golan und Yuval Cohen erhielt. In den folgenden beiden Jahren studierte er auch klassisches Klavier und Musiktheorie bei dem israelischen Komponisten Menahem Weisenberg sowie bei Shoshana Cohen und Amir Pedorovits.
Hershkovits wurde zwischen 2004 und 2010 vier Mal mit dem höchsten Preis der Israel-American Music Foundation ausgezeichnet. Außerdem erhielt er den Chase Scholarship Award 2009, der ihm ein B.A.-Studium an der Jerusalem Rubin Academy of Music ermöglichte.
Neben Avishai Cohen arbeitete Hershkovits unter anderem mit Jorge Rossy, Kurt Rosenwinkel, Greg Tardy, Charles Davis, Mark Guiliana, Zohar Fresco, Avi Lebovich, Daniel Zamir, Ilan Salem und Kinga Głyk zusammen.
In den 2010er Jahren trat er in der Salle Pleyel in Paris, dem Konzerthaus Wien, dem Pariser Olympia, der Alten Oper Frankfurt, beim North Sea Jazz Festival, bei Jazz in Marciac, dem Festival international de jazz d’Antibes-Juan les Pins, Jazz à Vienne, dem Montreux Jazz Festival und im Londoner Barbican Centre auf.
Nitai Hershkovits hat sich zunächst durch seine Zusammenarbeit mit dem Bassisten und Komponisten Avishai Cohen im Studio und auf Tour einen Namen gemacht. Nach dem Duo-Album Duende (EMI/Blue Note / 2012), erschien das Studioprojekt des Trios From Darkness (Razdaz Records / 2015). Danach brachte er mehrere Alben unter seinem eigenen Namen heraus. 2018/19 gehörte er zudem dem Trio des Schlagzeugers Ari Hoenig an (Conner’s Days), dann dem Quartett von Oded Tzur.

## Diskografische Hinweise
- 2012: Avishai Cohen mit Nitai Hershkovits: Duende (Blue Note Records)
- 2016: I Asked You a Question (Raw Tapes, 2016, mit Yonatan Albalak, Yael Shapira, Alon Lothringer, Yogev Glusman, Daniel Dor)
- 2018: New Place Always (Enja, 2018, solo)
- 2019: Lemon the Moon (Enja, 2019, mit Or Bareket, Amir Bresler)
- 2021: Apifera: 6 Visits (Stones Throw Records, mit Rejoicer, Yonatan Albalak, Amir Bresler)
- 2021: Keren Dun & Nitai Hershkovits: Let The Mountain In (Raw Tapes)
- 2022: Amir Bresler, Nomok, Nitai Hershkovits: Rollin’ Until Late (Raw Tapes)
- 2023: Call on the old Wise (ECM, solo)